# Mark Andre
Mark Andre (París, 10 de maig, 1964) és un compositor francès que viu a Alemanya. Va ser conegut com "Marc André", el seu nom de naixement, fins al 2007, quan va revisar formalment l'ortografia. Viu a Berlín. Les composicions d'Andre durch (2006), ...auf... III (2007) i Wunderzaichen (2014) van rebre múltiples vots en una enquesta de Classic Voice del 2017 de les millors obres d'art musical des del 2000.

## Biografia
Mark Andre va estudiar composició del 1987 al 1993 amb Claude Ballif i Gérard Grisey al Conservatori Nacional Superior de Música de París, i es va graduar a l'École Normale Supérieure amb una tesi sobre la música dArs subtilior (Le compossible). El 1995 va rebre una beca del Ministeri d'Afers Exteriors francès, que li va permetre continuar els seus estudis de composició a la Universitat Estatal de Música i Arts Escèniques de Stuttgart amb Helmut Lachenmann (Graduació: "Großes Kompositionsexamen", 1996). A l'"Experimental Studio for Acoustic Art" va estudiar música electrònica amb André Richard. El 1996, va poder continuar els seus estudis a Stuttgart gràcies a una beca de l'"Akademie Schloss Solitude". Van seguir nombroses altres beques i residències. L'any 2007 es va tocar el seu gran tríptic orquestral i electrònic "...auf... III" al Festival de Donaueschingen, i va rebre el premi de l'Orquestra Simfònica SWR de Baden-Baden i Freiburg, des de la qual s'ha cridat l'atenció del públic sobre la seva obra, encara més. Però fins i tot abans d'això, Andre havia guanyat nombrosos premis importants, com ara els cursos d'estiu de Darmstadt (Premi Kranichsteiner de música 1996).
El 2002, va rebre el Premi de Compositor Ernst von Siemens. Vivint a Berlín, Andre va ensenyar a la Universitat de Música de Frankfurt i al Conservatori d'Estrasburg (2002–2007). Com a part del projecte "...auf ...", una col·laboració entre l'"Ensemble Modern" i el "Siemens Arts Program", en cooperació amb l'Institut Goethe, la peça d'Andre "üg", es va desenvolupar a Istanbul conjuntament amb la música per ordinador i el so. L'enginyer Joachim Haas (Experimentalstudio des SWR) i altres, i es va estrenar l'octubre de 2008 a l'Alte Oper de Frankfurt per l'Ensemble Modern. El 2009 va ser nomenat membre de l'Acadèmia de les Arts de Berlín i professor de composició a la Hochschule für Musik de Dresden. Des del 2010 és membre de l'Acadèmia Saxona de les Arts, i des del 2012 membre de l'Institut d'Estudis Avançats de Berlín i membre de l'Acadèmia de Belles Arts de Munic. El 2 de març de 2014 es va estrenar a Stuttgart la seva òpera Wunderzaichen dirigida per Jossi Wieler i Sergio Morabito.

Andre és molt conegut al continent, tot i que la seva obra no té un perfil tan gran en el món predominantment angloparlant. En referència a això, The Guardian va assenyalar que 
| « | "tot i que l'afirmació del director del Festival Internacional de Manchester, Alex Poots, que Mark Andre és "un dels principals compositors d'Europa" és descabellada, no hi ha dubte que la música d'Andre segueix sent pràcticament desconeguda al Regne Unit". | » |

## Obres
La música d'Andre és publicada per Edition Peters a Frankfurt am Main.
- Ein Abgrund per a baix-baríton, viola i violoncel basat en Georg Büchner's drama "Woyzeck" (1992)
- Un-Fini III (1993–1995) per a piano
- Le loin et le profond per a Ensemble (1994–1996)
- Fatal per Ensemble (1995)
- AB II per a clarinet contrabaix, violoncel, plat, percussió, piano i electrònica en directe (1996/1997)
- Contrapunctus per a piano (1998/1999)
- Modell per a quatre grups d'orquestra (1999/2000)
- ...22,13... Musiktheater-Passió en tres parts (1999–2004)
- ...als... I per a clarinet baix, violoncel i piano (2001)
- ...als... II per a clarinet contrabaix, violoncel, piano i electrònica en directe (2001)
- ...IN... per millorar els baixos de clarinet (2001)
- ...zu... per a trio de corda (2003/2004)
- asche per conjunt (2005)
- durch per a saxo, piano i percussió (2004/2005) – escrit per a Trio Accanto
- ...hoc... (2006)
- ...auf... III (2007) per a orquestra i electrònica en directe
- iv2 per a violoncel sol (2007)
- iv3 per a clarinet solo (2007)
- ...es... per a conjunt de cambra (2008)
- üg per a orquestra i electrònica en directe (2008)
- hij per a orquestra (2009)
- Wunderzaichen una òpera (2014)
- über per a clarinet, orquestra i electrònica en directe (2015)
- woher...wohin per a orquestra (2015–2017)[11]
- ...selig sind... per a clarinet i electrònica (2017–2018)[12]